# 德拉瓦鎮區 (堪薩斯州萊文沃思縣)
德拉瓦鎮區（英語：Delaware Township）為美國堪薩斯州萊文沃思縣轄下的鎮區。2010年美国人口普查中該鎮區人口有1,019人。

## 地理
德拉瓦鎮區涵蓋總面積為54.79平方（21.15平方英里），其中52.04平方（20.09平方英里）為陸地，2.75平方（1.06平方英里）或5.03%為水域。海拔高度262（860英尺）。

## 人口統計
根據2010年美國人口普查，德拉瓦鎮區人口有1,019人，住房382戶，人口密度為18.6人/每平方公里。此鎮區居民之種族中，白人有952人，非裔美國人有10人，美洲原住民有6人，亞裔美國人有12人，太平洋島裔美國人有0人，其他種族有6人，混血種族則有33人。此外此鎮區有18人為西班牙裔或拉丁裔美國人。

## 交通

### 主要公路
- 5號堪薩斯州州道